# Tibor Jančula
Tibor Jančula (Cseklész, 1969. június 16. –) egykori szlovák válogatott labdarúgó.

## Sikerei, díjai
FC Red Bull Salzburg:
- Osztrák labdarúgó-bajnokság: 1996-97
- Osztrák labdarúgó-szuperkupa: 1995